# Yrjö Tuominen
Yrjö Tuominen (20 de abril de 1892-13 de octubre de 1946) fue un actor teatral y cinematográfico finlandés.

## Biografía
Su nombre completo era Emil Yrjö Tuominen, y nació en Vaasa, Finlandia, siendo su padre un trabajador ferroviario de dicha ciudad. Estudió en una escuela técnica de Tampere en lengua sueca, obteniendo después un trabajo en una fábrica de lino de Tampere. Al mismo tiempo, por las noches era actor del Teatro Tampereen Työväen, y en 1919 fue contratado por el Tampereen Teatteri, aunque conservaba su trabajo en la fábrica. Con el tiempo su actividad teatral predominó, y Tuominen se mudó a Helsinki para actuar en el Teatro Kansan Näyttämö, donde actuaba su futura esposa, Eine Laine. Tras cuatro años actuando en dicho teatro, Tuominen pasó al Teatro Nacional de Finlandia. En esa época nació una hija fruto de su relación con Eine Laine, la cual se había divorciado de su primer esposo.
Yrjö Tuominen actuó en más de 50 películas. Se le recuerda especialmente por su papel de Väinö Suominen en las películas rodadas en los años 1940 sobre las andanzas de la Familia Suominen, así como por la serie radiofónica Suomisen perhe emitida en 1938. En la misma serie de películas, Eine Laine encarnaba a la madre de su personaje, Sofia Suominen. Tuominen había iniciado su carrera en el cine en 1924 en la película muda Myrskyluodon kalastaja. En 1929 tuvo un papel destacado en otra cinta muda, Juhla meren rannalla. Tras rodar cuatro películas mudas, en 1931 hizo su primera producción sonora, Tukkipojan morsian. En la comedia Siltalan pehtoori (1934), que tuvo más de un millón de espectadores, encarnó a Suvanto. Tuominen actuó también en películas clásicas como Pohjalaisia (1936), Asessorin naishuolet (1937) y Seitsemän veljestä (1939).
En el año 1945 Tuominen recibió un Premio Jussi por su actuación en Ristikon varjossa.
Yrjö Tuominen falleció en Helsinki, Finlandia, en el año 1946, siendo enterrado en el Cementerio de Hietaniemi. Tras su muerte, su personaje en la serie de la Familia Suominen desapareció, no sustituyéndolo actor alguno en su papel.

## Filmografía (selección)
- Aatamin puvussa ja vähän Eevankin, 1931
- Tukkipojan morsian, 1931
- Ne 45000, 1933
- Pohjalaisia, 1936
- Kaivopuiston kaunis Regina, 1941
- Anna Liisa, 1945
- Synnin jäljet, 1946